# Phialocephala xalapensis
Phialocephala xalapensis är en svampart som beskrevs av Persiani & Maggi 1984. Phialocephala xalapensis ingår i släktet Phialocephala och familjen Vibrisseaceae.   Inga underarter finns listade i Catalogue of Life.